# El Brull
« Brull » redirige ici. Pour les autres significations, voir Brull (homonymie).
El Brull est une commune de la province de Barcelone, en Catalogne, en Espagne, de la comarque d'Osona.

## Lieux et monuments
- Les murailles de Montgròs (IVe et IIIe siècles av. J.-C.)